# Краснозоренское сельское поселение
Краснозоренское се́льское поселе́ние — муниципальное образование в Краснозоренском районе Орловской области Российской Федерации.
Административный центр — посёлок Красная Заря.

## История
Статус и границы сельского поселения установлены Законом Орловской области от 12 августа 2004 года № 417-ОЗ «О статусе, границах и административных центрах муниципальных образований на территории Краснозоренского района Орловской области».

## Население
| 2010  | 2012  | 2013  | 2014  | 2015  | 2016  | 2017  |
| ----- | ----- | ----- | ----- | ----- | ----- | ----- |
| 2475  | ↘2393 | ↘2352 | ↘2301 | ↘2246 | ↘2180 | ↘2132 |
| 2018  | 2019  | 2020  | 2021  | 2023  |       |       |
| ↘2106 | ↘2050 | ↘2010 | ↗2015 | ↘1986 |       |       |

## Состав сельского поселения
| № | Населённый пункт | Тип населённого пункта          | Население |
| - | ---------------- | ------------------------------- | --------- |
| 1 | Верхняя Любовша  | село                            | ↘376      |
| 2 | Каменка          | деревня                         | 12        |
| 3 | Карасёвка        | деревня                         | 5         |
| 4 | Красная Заря     | посёлок, административный центр | ↘1565     |
| 5 | Мартыновка       | посёлок                         | 7         |
| 6 | Новая Заря       | деревня                         | 0         |
| 7 | Орево            | село                            | ↘507      |
| 8 | Павловка         | деревня                         | 1         |